# 邬惊雷

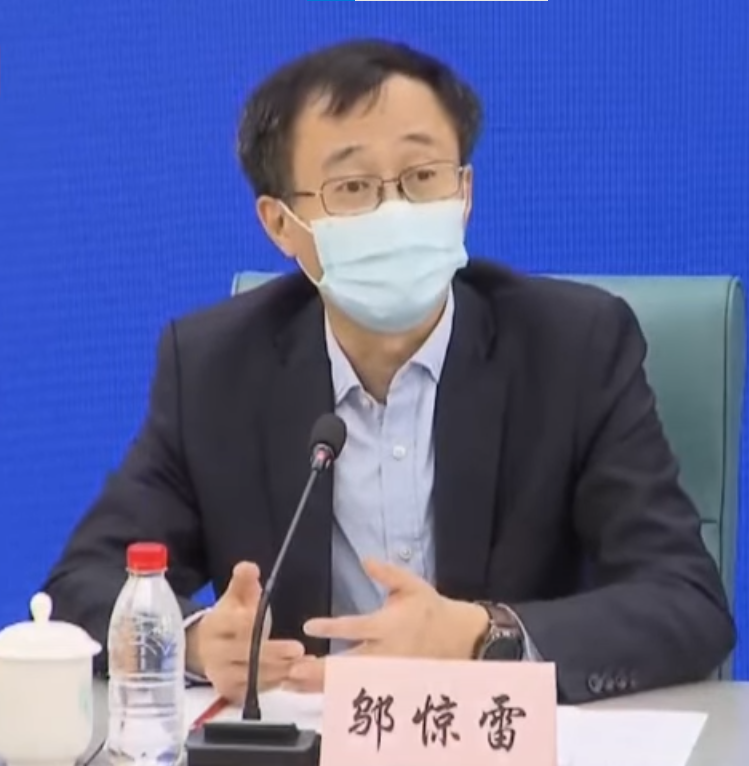
2022年3月23日，邬惊雷在上海市疫情防控新闻发布会上回应记者提问

邬惊雷（1962年1月22日—），上海市人，中華人民共和國医师、卫生官员及政治人物。1985年3月加入中國共產黨，同年8月參加工作。曾任上海市衛生健康委員會主任，现任上海市医学会会长。
邬惊雷1985年毕业于上海医科大学醫療系，1990年获得医学博士学位，1992年赴香港大学儿科系进修了一年小儿心血管病专业和重症监护临床业务，1998年晋升为主任医师。1999年12月擔任上海医科大学附属儿科医院副院长。2003年，中欧国际工商学院向其授予医院管理学历教育毕业文凭。2004年3月擔任复旦大学医院管理处处长，2008年12月任复旦大学附属妇产科医院党委书记、副院长，2009年12月擔任复旦大学附属妇产科医院党委书记、院长，2010年6月任复旦大学附属妇产科医院院长，2012年4月擔任上海市卫生局党委副书记、纪委书记，2016年2月出任上海市卫生和计划生育委员会主任。2018年11月，上海市卫生和计划生育委员会更名為上海市衛生健康委員會後續任主任職務。2022年1月22日，任上海市政协文化卫生体育委员会主任。同年10月28日，不再担任上海市卫生健康委员会主任，其职务由闻大翔接任。不過鄔驚雷依舊保留「上海市疫情防控工作领导小组办公室副主任」這一職務。
2022年3月以來的上海封城期間，上海市举办了48场新冠肺炎疫情防控工作新闻发布会，邬惊雷出席26场。4月17日后，他没有再出席发布会。4月19日下午，邬惊雷因血管性头痛被复旦大学附属中山医院收治入院。5月1日，邬惊雷在疫情防控工作新闻发布会上通报疫情情况，这是邬惊雷因病入院后，再次出席新闻发布会。